# Dromo
Dromo is een plaats op zes kilometer van Yatung, in de prefectuur Shigatse in de Tibetaanse Autonome Regio. Het ligt in de Chumbi-vallei op het snijvlak van Sikkim in India, Bhutan en Tibet (voormalige provincie U-Tsang).
In Dromo staat het Tibetaanse klooster Dungkhar. Het klooster was korte tijd het ballingsoord voor de veertiende dalai lama Tenzin Gyatso, toen hij tijdens de invasie van Tibet in 1950 enkele jaren vluchtte om te ontkomen aan vermeend gevangenschap door de binnengevallen Chinese militairen.